# Studio illegale
Studio illegale è un romanzo scritto da Federico Baccomo. Era originariamente pubblicato sotto forma di blog, con i post inseriti dall'autore ispirati da esperienze personali, fatte quando lavorava nella sede milanese dello studio legale Freshfield Bruckhaus Deringer.
Nel romanzo si descrive ironicamente la realtà di alcuni grandi studi legali d'affari italiani e in particolare milanesi, narrando di condizioni di stress psicologico a cui sarebbero sottoposti i giovani avvocati all'interno dei meccanismi lavorativi di quegli ambienti.
Le vicende quotidiane vissute all'interno dello studio hanno ispirato, in un primo momento, la creazione del blog. In un secondo momento, dal blog è nata l'idea del libro "Studio illegale", inizialmente pubblicato sotto lo pseudonimo di Duchesne.
Uscito nel 2009 con la casa editrice Marsilio, Studio illegale ha raggiunto, in 9 edizioni, le 50 000 copie vendute.
Dal libro di Baccomo è stato tratto un film, uscito nelle sale cinematografiche italiane il 7 febbraio 2013, diretto da Umberto Carteni e prodotto da Publispei, che propone Fabio Volo nei panni del protagonista del romanzo, Andrea Campi.

## Edizioni
- Federico Baccomo, Studio illegale, Marsilio Editori, 2009, ISBN 978-88-317-9675-0.